# Programa Áreas Protegidas da Amazônia

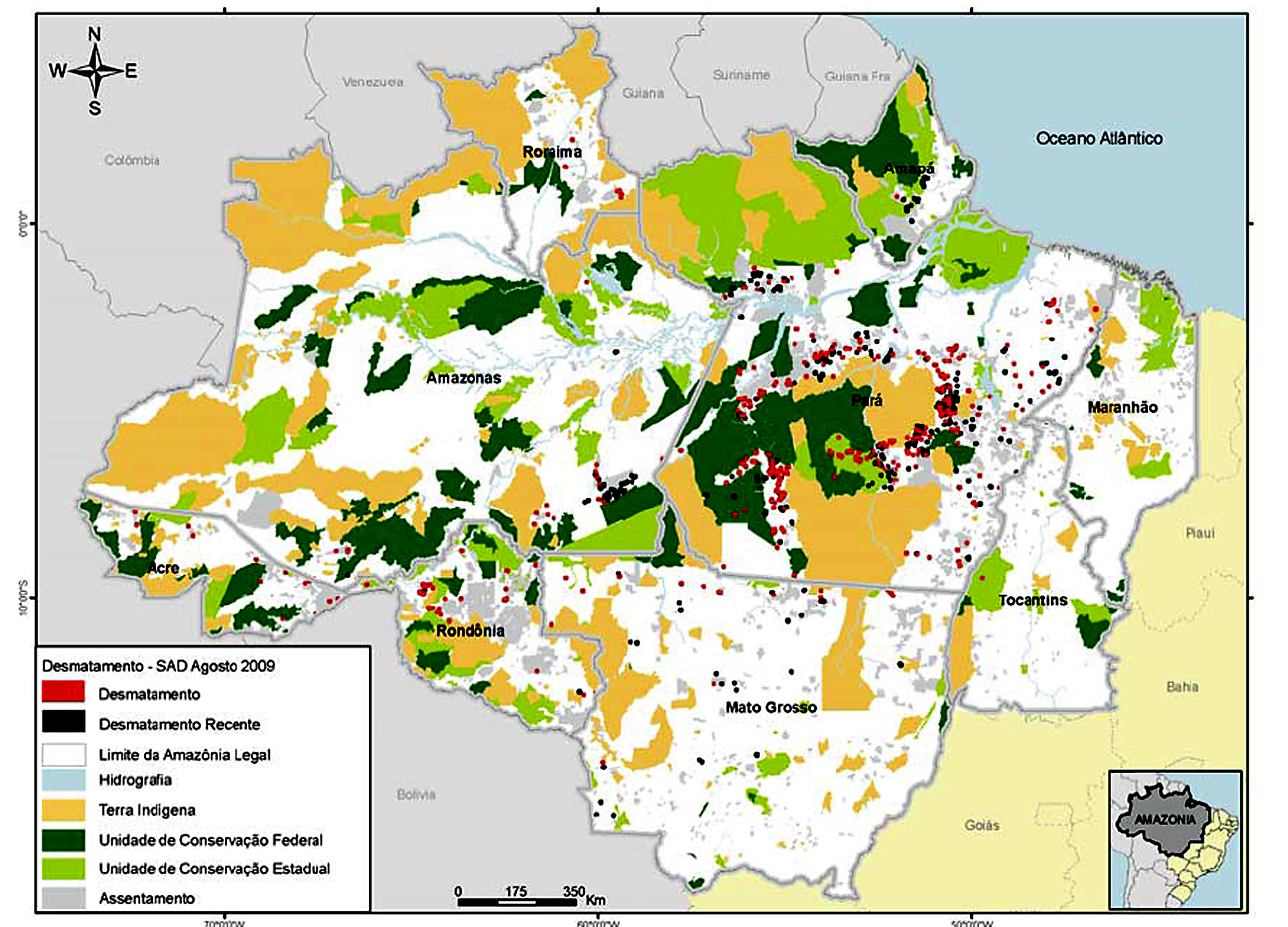
Mapa das áreas protegidas da Amazônia.

O Programa de Áreas Protegidas da Amazônia (ARPA) é uma iniciativa conjunta patrocinada por agências governamentais e não governamentais para expandir a proteção da floresta amazônica no Brasil. 

## Fundação
O Programa de Áreas Protegidas da Região Amazônica (ARPA) teve origem em uma promessa de 1998 do governo brasileiro de triplicar a área da Amazônia legalmente protegida. O programa foi lançado em 2003, apoiado por agências governamentais, ONGs e grandes doadores. O programa é baseado em um grande exercício de planejamento de dois anos com especialistas de diferentes disciplinas, representantes dos povos indígenas e outros. Isso definiu um conjunto de áreas prioritárias para novos parques e reservas em toda a Amazônia.

## Objetivos
Os objetivos iniciais eram: 
- Estabelecer cerca de 283 000 quilômetro quadrados (110 000 sq mi) de novas unidades de conservação estritamente protegidas do Brasil
- Atualize cerca de 125 000 quilômetro quadrados (48 000 sq mi) de parques existentes negligenciados para padrões efetivos de gestão
- Estabeleça cerca de 89 000 quilômetro quadrados (34 000 sq mi) de reservas de uso sustentável apoiadas pelas comunidades locais e proporcionam uma administração eficaz
- Estabelecer um Fundo Fiduciário de Áreas Protegidas a longo prazo de 220 milhões de dólares para garantir a viabilidade financeira perpétua e a integridade do sistema

Os benefícios incluem a proteção de habitats, ecossistemas e biodiversidade, redução de conflitos sobre a propriedade da terra, fornecimento de opções de uso sustentável para as comunidades locais, criação de barreiras contra o desmatamento e a queima, manutenção da cobertura florestal para bloquear o carbono e evitar alterações nos padrões de precipitação. 

## Organização
O programa é liderado pelo Instituto Brasileiro de Meio Ambiente e Recursos Naturais Renováveis (IBAMA), que coordena o processo de identificação de áreas protegidas, criação por lei, elaboração de planos de manejo e estabelecimento de pessoal e infraestrutura. O IBAMA trabalha com autoridades do governo local e membros da comunidade. A implementação é supervisionada por um comitê diretor que inclui representantes de agências governamentais e da sociedade civil.
O governo brasileiro cobre os principais custos com pessoal. O Banco Mundial supervisiona o financiamento adicional, que é gerenciado pelo Fundo Brasileiro de Biodiversidade (FUNBIO). O financiamento é fornecido pelo Global Environment Facility, através do Banco Mundial, o governo da Alemanha, através do banco de desenvolvimento alemão KfW, o World Wide Fund for Nature, através do WWF-Brasil, e o Amazon Fund, através do Banco Brasileiro de Desenvolvimento (BNDES). As unidades de conservação são elegíveis para desembolsos do fundo somente quando puderem demonstrar que cumprem padrões rigorosos.